# Galería de los doce sevillanos ilustres

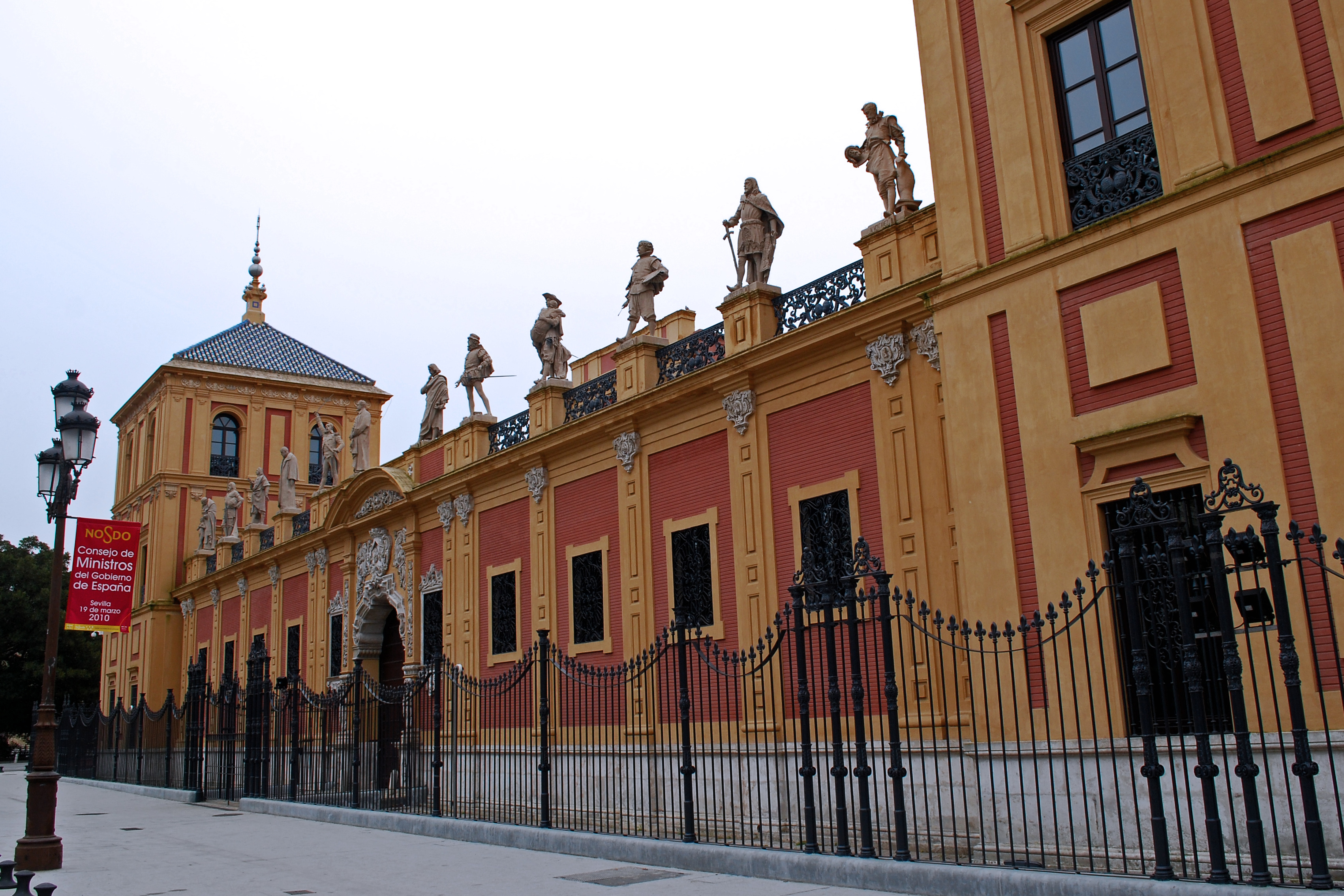
Galería de sevillanos ilustres, en la fachada lateral del palacio.

La galería de los doce sevillanos ilustres es un conjunto de doce estatuas ubicado en el Palacio de San Telmo de la ciudad de Sevilla, España.

## Descripción
La infanta María Luisa encargó al escultor Antonio Susillo el grupo de doce esculturas. Este las terminó en 1895.
Las esculturas se disponen sobre la balaustrada de la fachada donde se accede al apeadero del palacio, en la calle Palos de la Frontera, en dirección al Hotel Alfonso XIII.
Las esculturas representan a doce personalidades, nueve de ellas nacidas en la ciudad, mientras que las otras tres restantes vivieron y murieron en ella. Estas personas fueron:
- Juan Martínez Montañés (1568-1649), escultor nacido en Alcalá la Real (Jaén), completó su educación en Sevilla, donde se estableció para el resto de su vida, convirtiéndose en el máximo exponente de la escuela sevillana de escultura.

- Rodrigo Ponce de León y Núñez (1443-1492), noble y militar nacido en Arcos de la Frontera (Cádiz), II marqués y I duque de Cádiz, destacado por ser uno de los principales capitanes de los Reyes Católicos en la Guerra de Granada.

- Diego Rodríguez de Silva y Velázquez (1599-1660), pintor barroco, considerado uno de los máximos exponentes de la pintura española y maestro de la pintura universal.

- Miguel Mañara Vicentelo de Leca (1627-1679), filántropo de ascendencia italiana, fundador del hospital de la Caridad.

- Lope de Rueda (1510-1565), uno de los primeros actores profesionales españoles, dramaturgo y director de teatro, considerado el precursor del Siglo de Oro del teatro comercial en España.

- Diego Ortiz de Zúñiga (1636-1680), historiador y genealogista, reconocido sobre todo por su obra Annales Eclesiásticos y Seculares de la muy Noble y muy Leal Ciudad de Sevilla, Metrópoli de Andalucía, publicada en 1677.

- Fernando de Herrera (c. 1534-1597), apodado «el Divino», escritor del Siglo de Oro, conocido especialmente por su obra poética.[2]

- Luis Daoíz (1767-1808), capitán de artillería destacado por su participación en el levantamiento del 2 de mayo de la Guerra de la Independencia española.[3]

- Benito Arias Montano (1527-1598), humanista, hebraísta, biólogo y escritor políglota nacido en Fregenal de la Sierra (Badajoz), que se formó en Sevilla, a donde regresó en su retiro tras una fructífera carrera.[4]

- Bartolomé Esteban Murillo (1617-1682), pintor barroco considerado figura central de la escuela sevillana de pintura, con un elevado número de discípulos y seguidores.[5]

- Fernando Afán de Ribera y Téllez-Girón (1583-1637), noble, diplomático y hombre de Estado, también fue mecenas de las bellas artes, destacando su biblioteca en su residencia de la Casa de Pilatos.

- Bartolomé de las Casas (1484-1566), cronista, teólogo, filósofo y jurista, que ocupó la dignidad de obispo de Chiapas y fue autor de la Brevísima relación de la destrucción de las Indias.

## Galería de imágenes

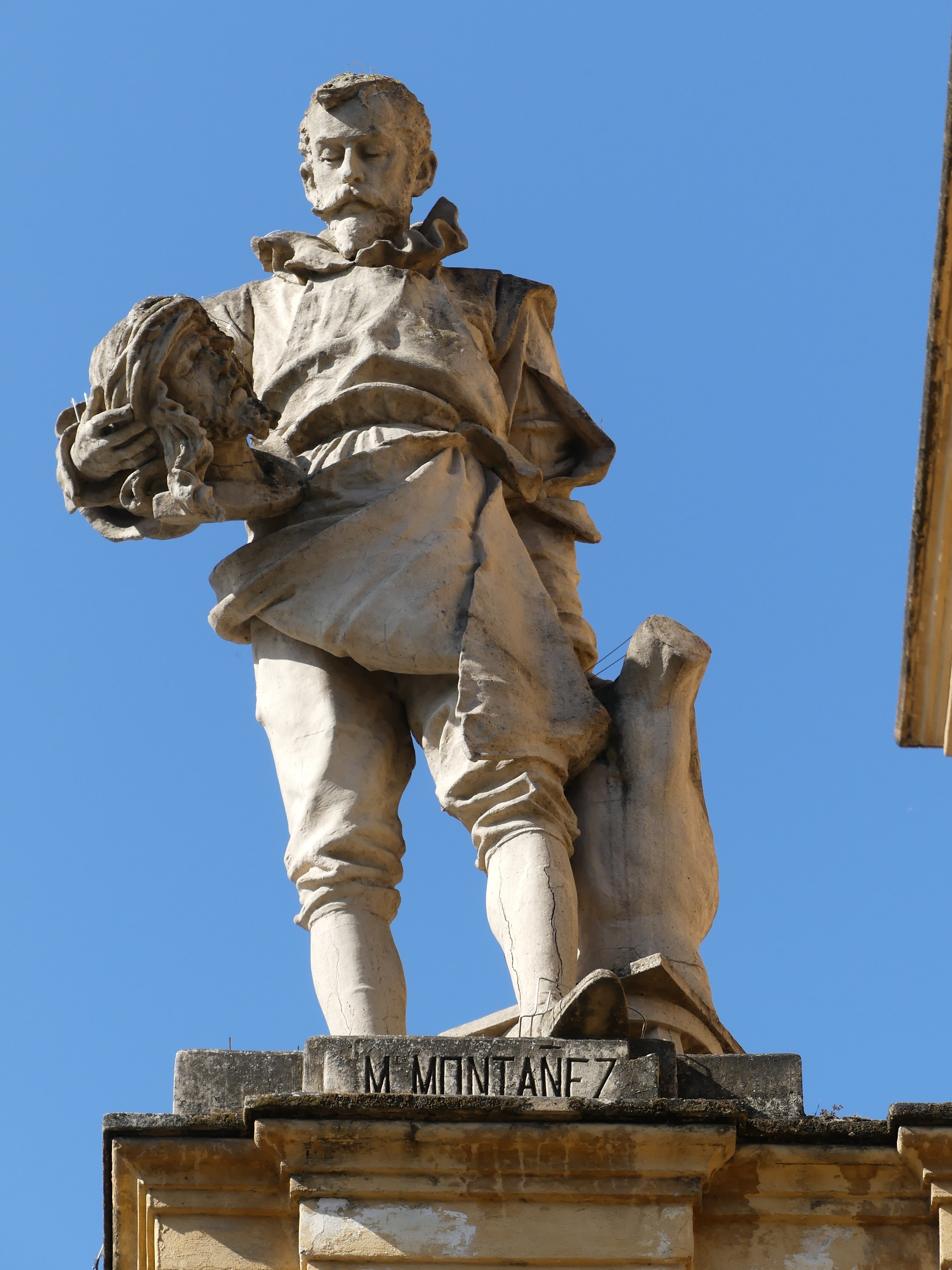
Juan Martínez Montañés
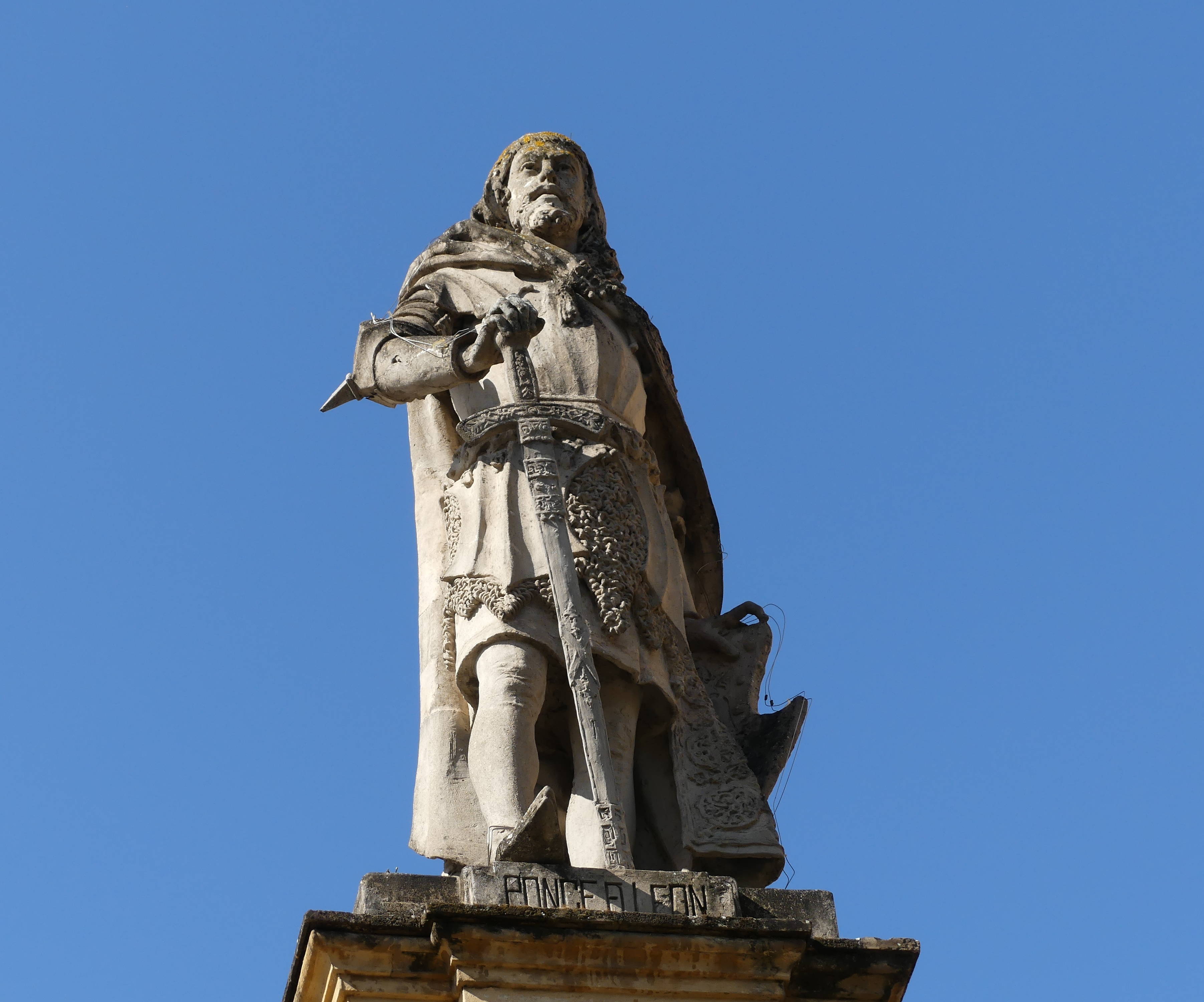
Rodrigo Ponce de León y Núñez
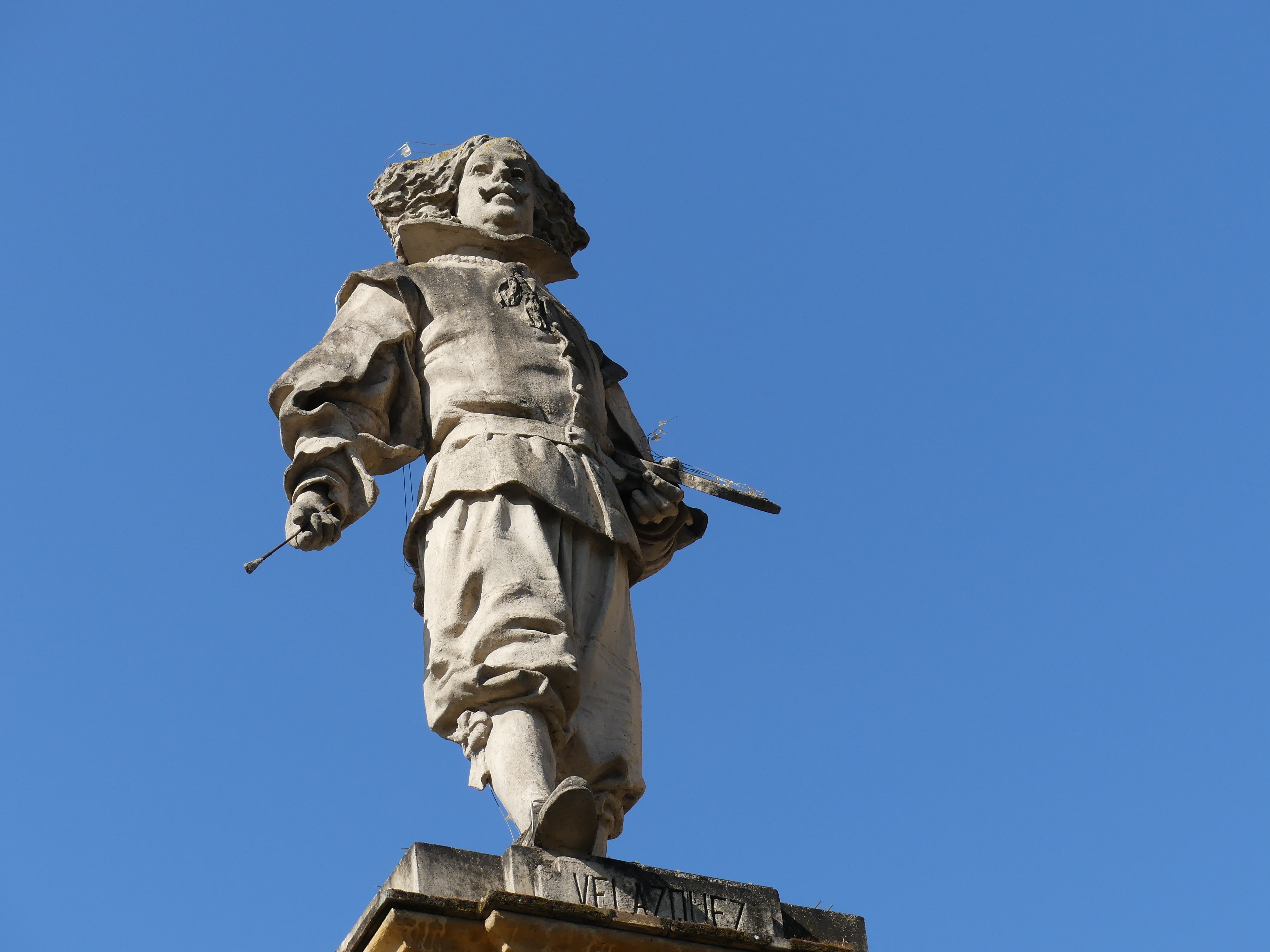
Diego Velázquez
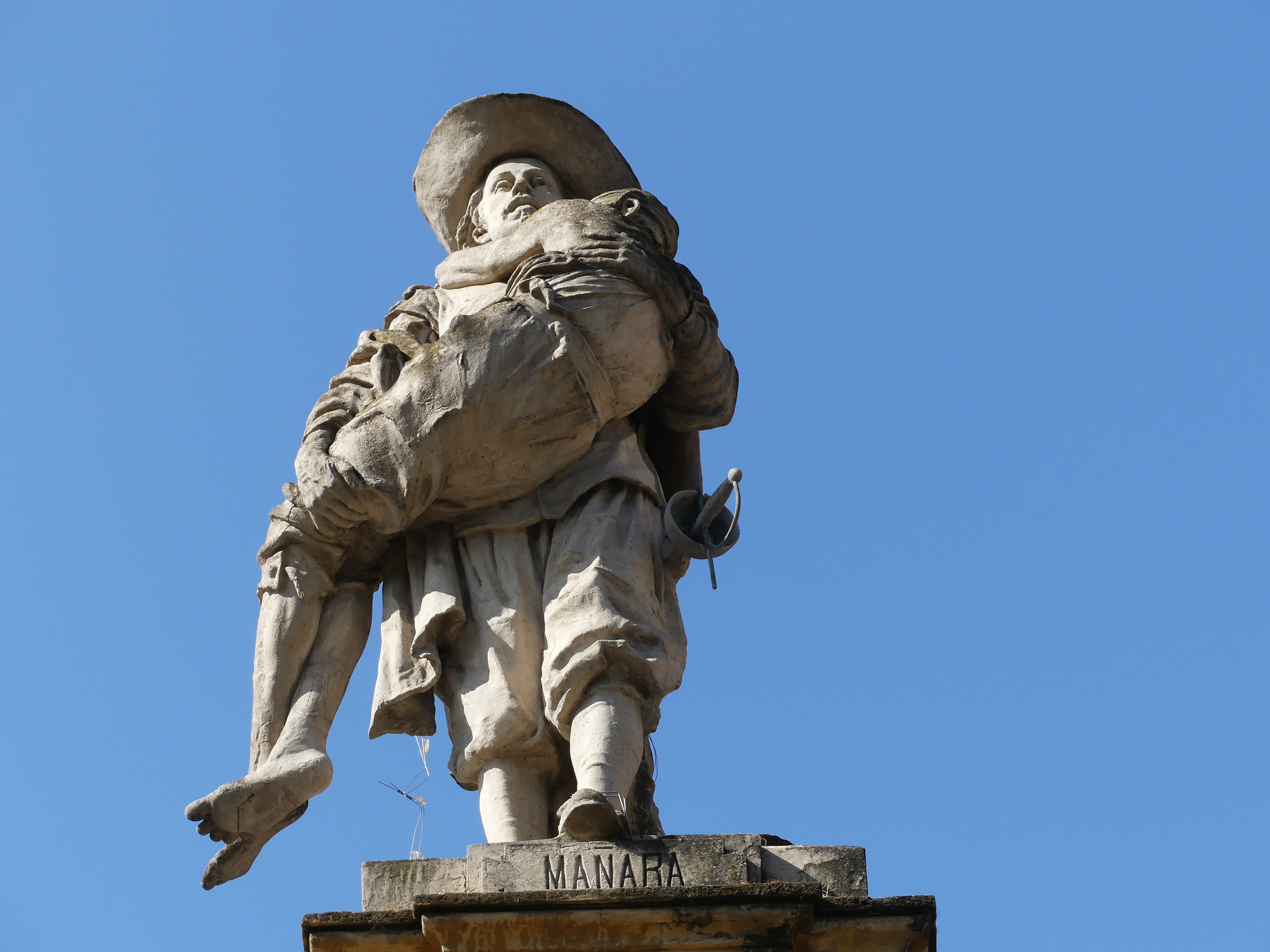
Miguel Mañara
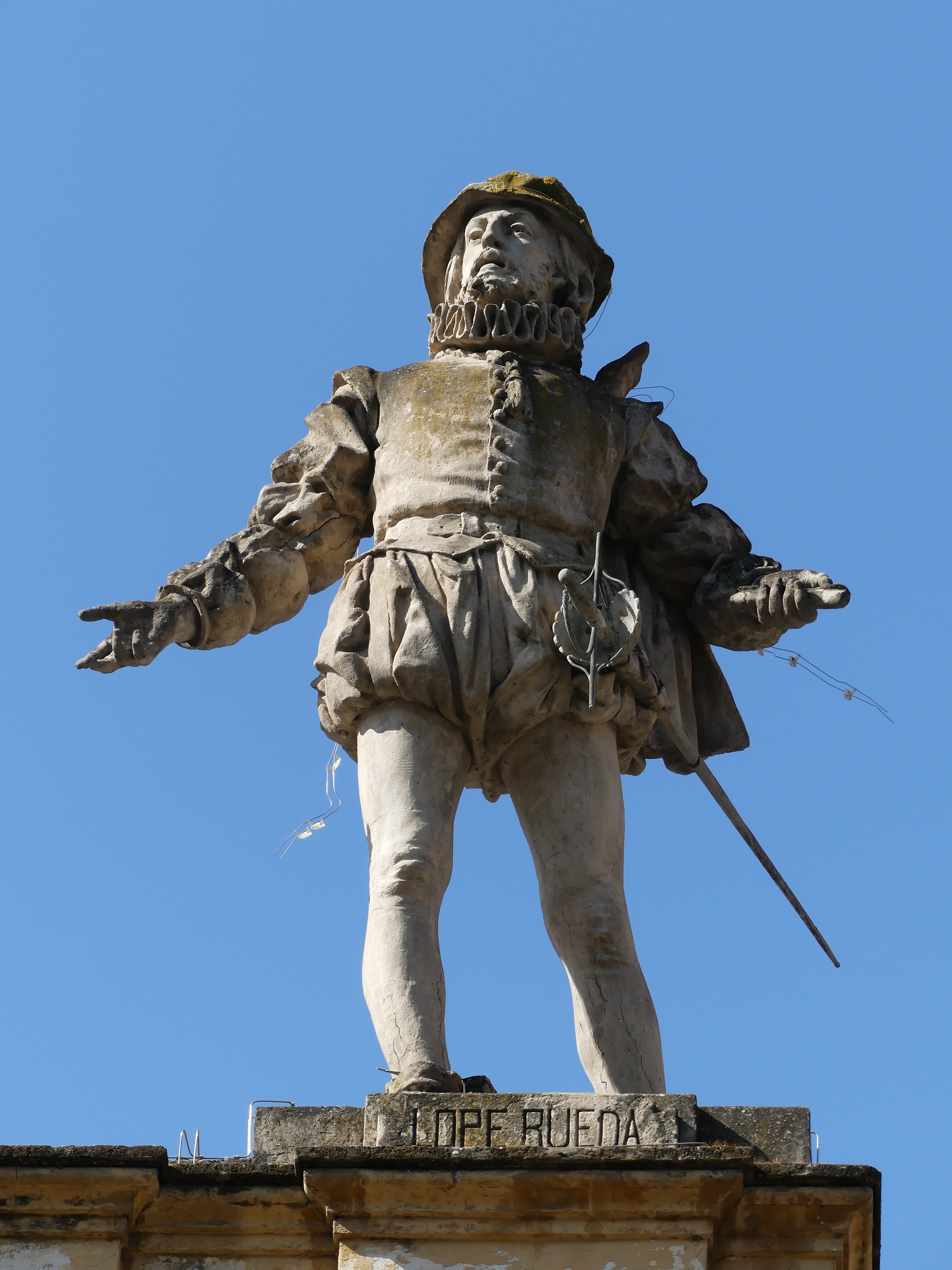
Lope de Rueda
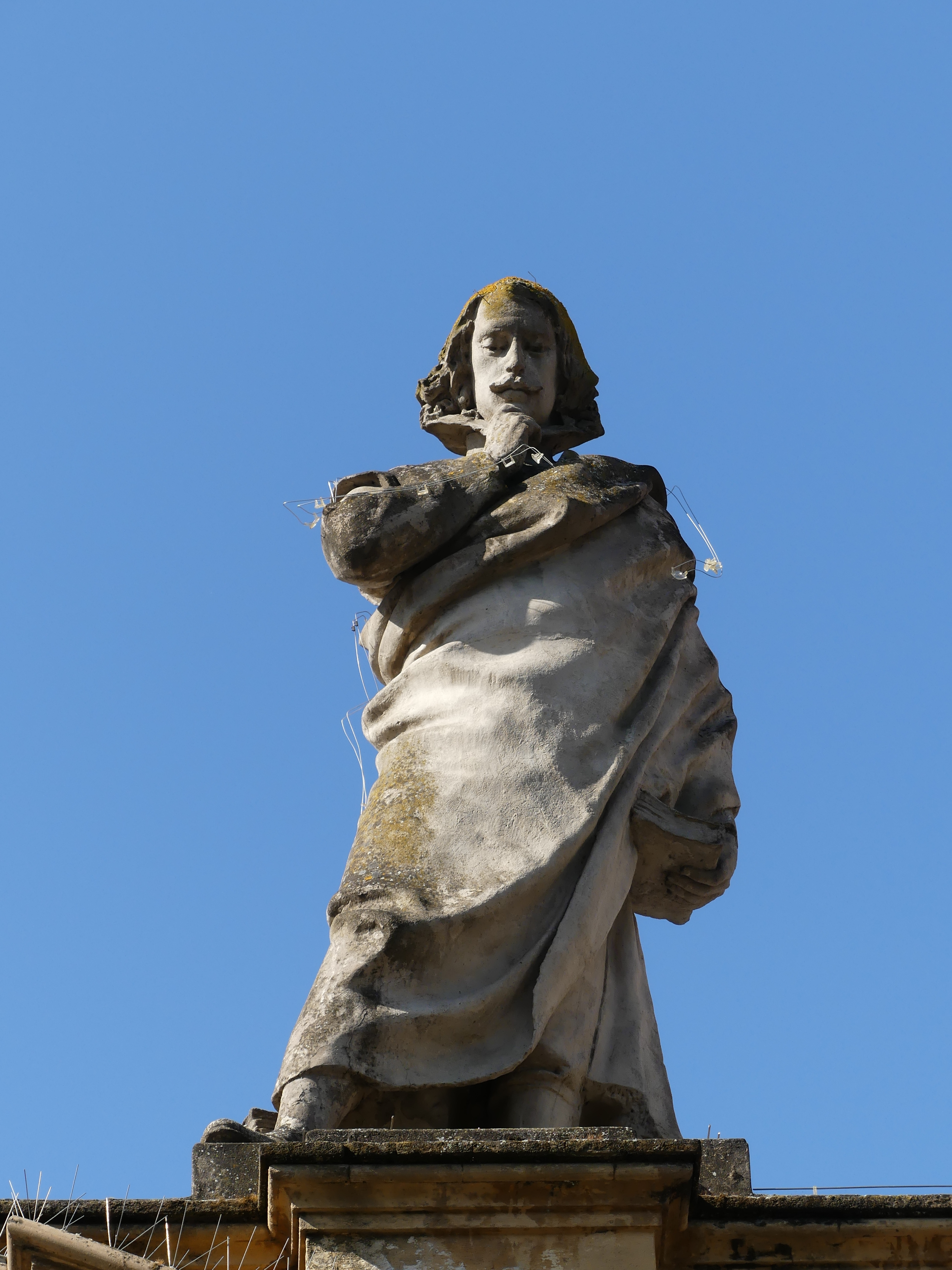
Diego Ortiz de Zúñiga
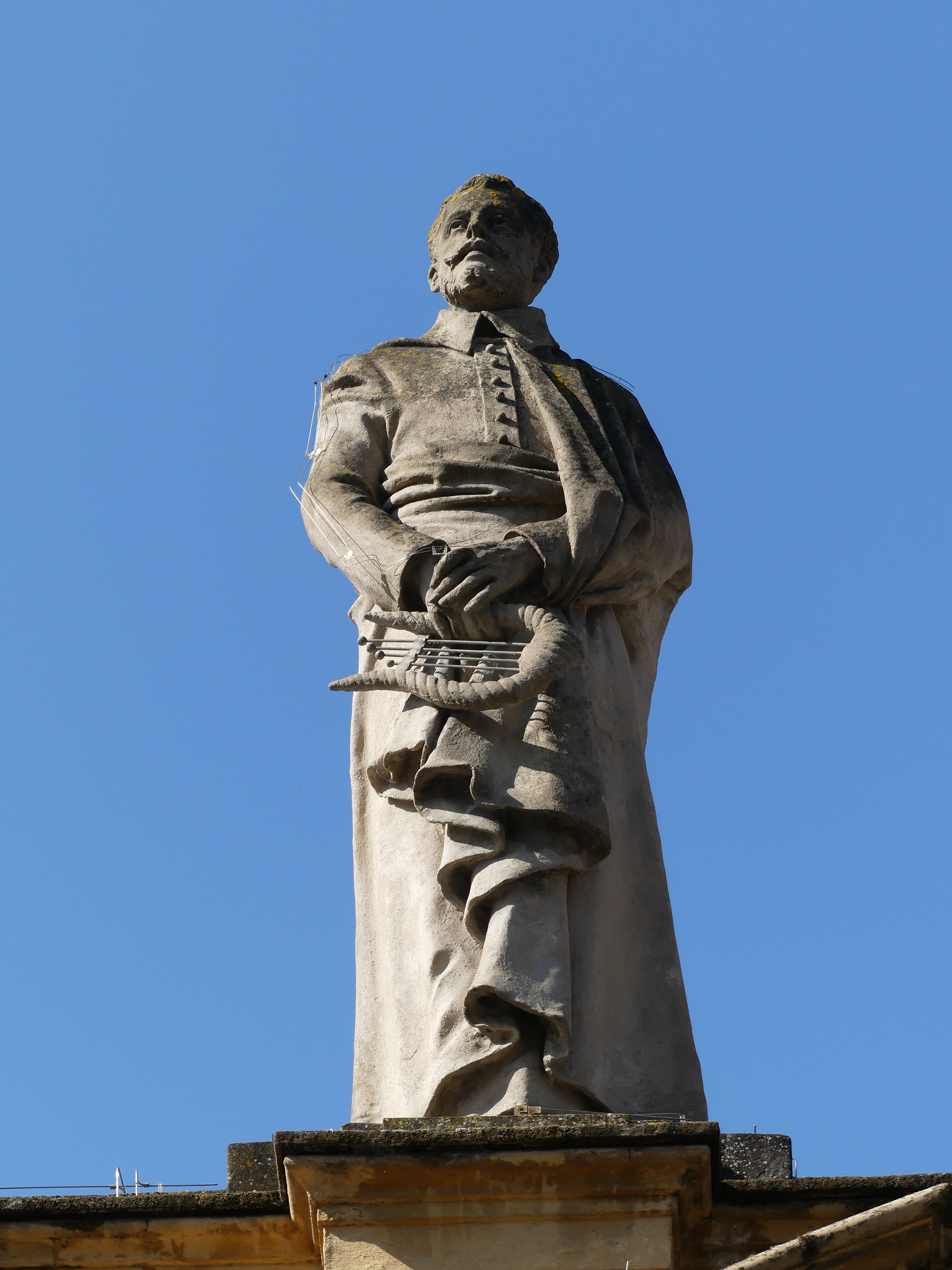
Fernando de Herrera
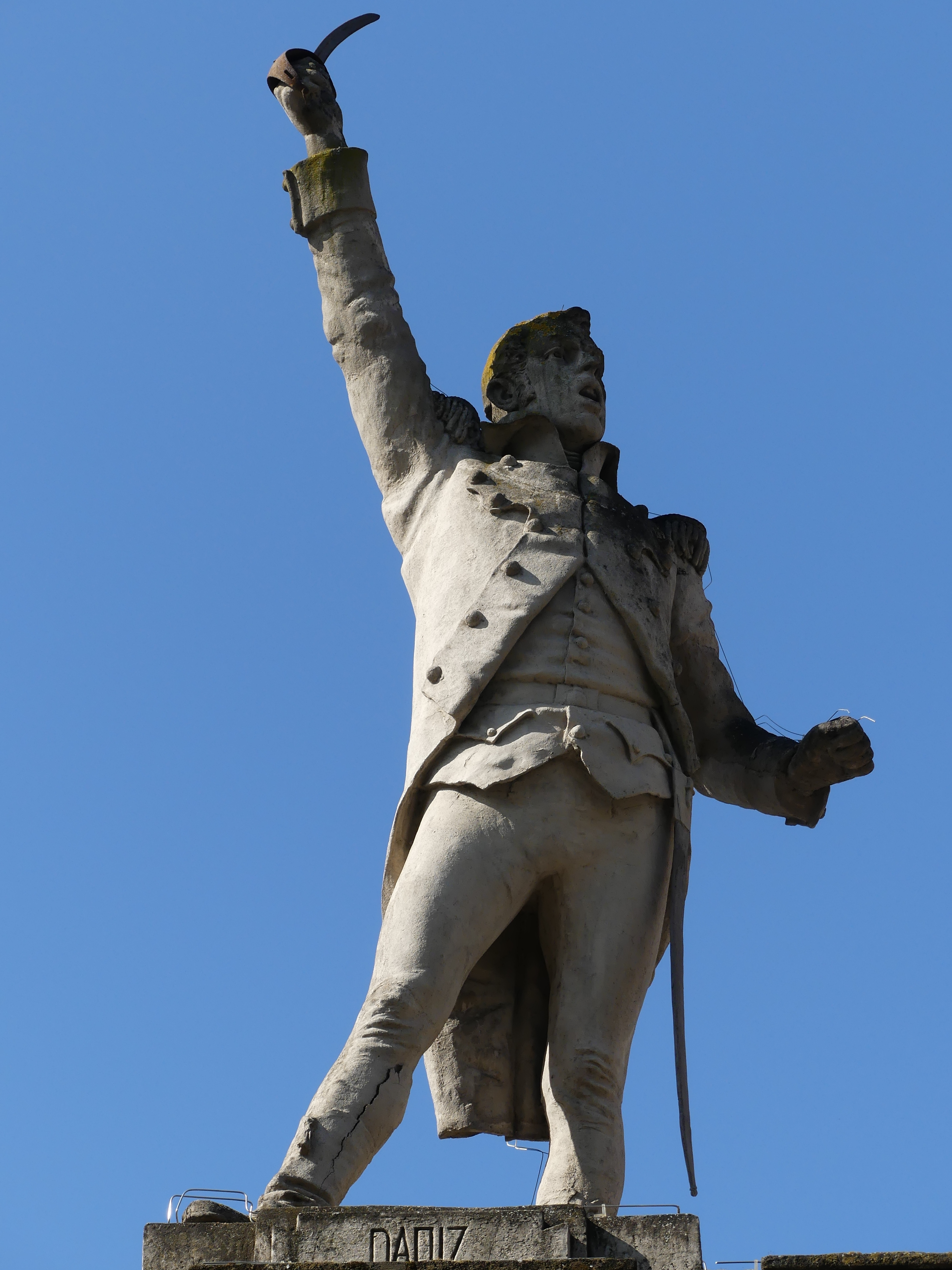
Luis Daoiz
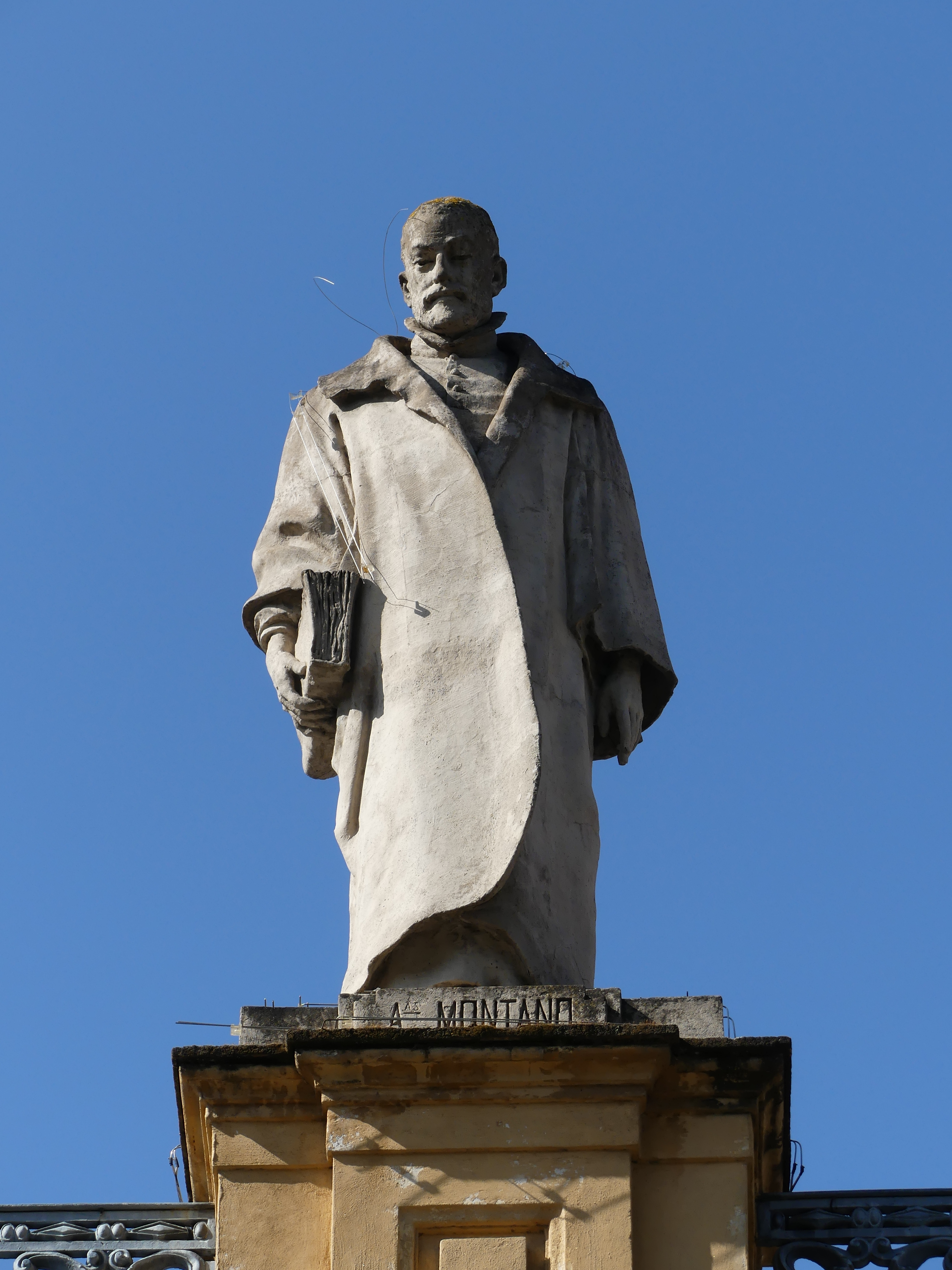
Benito Arias Montano
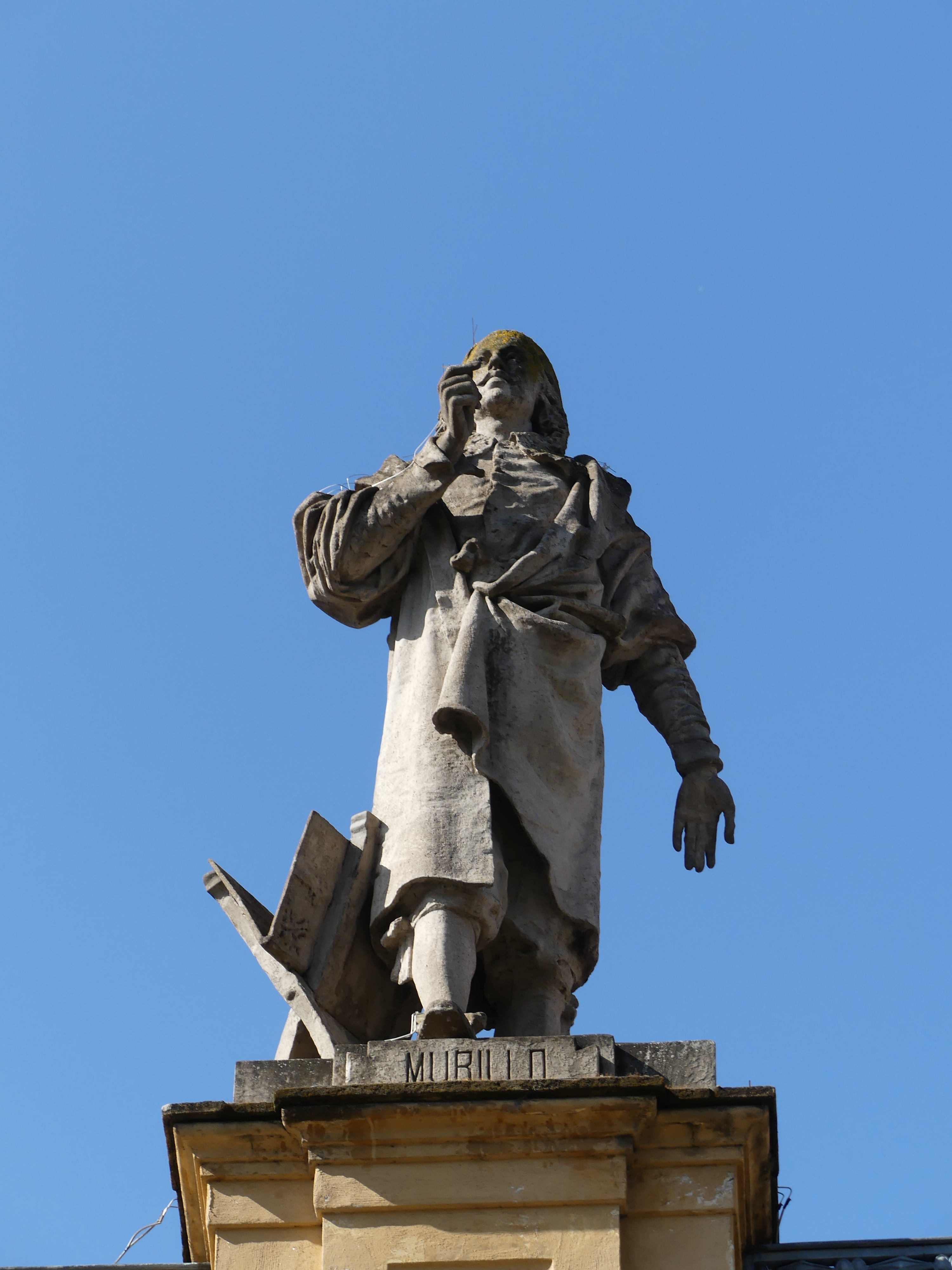
Bartolomé Esteban Murillo
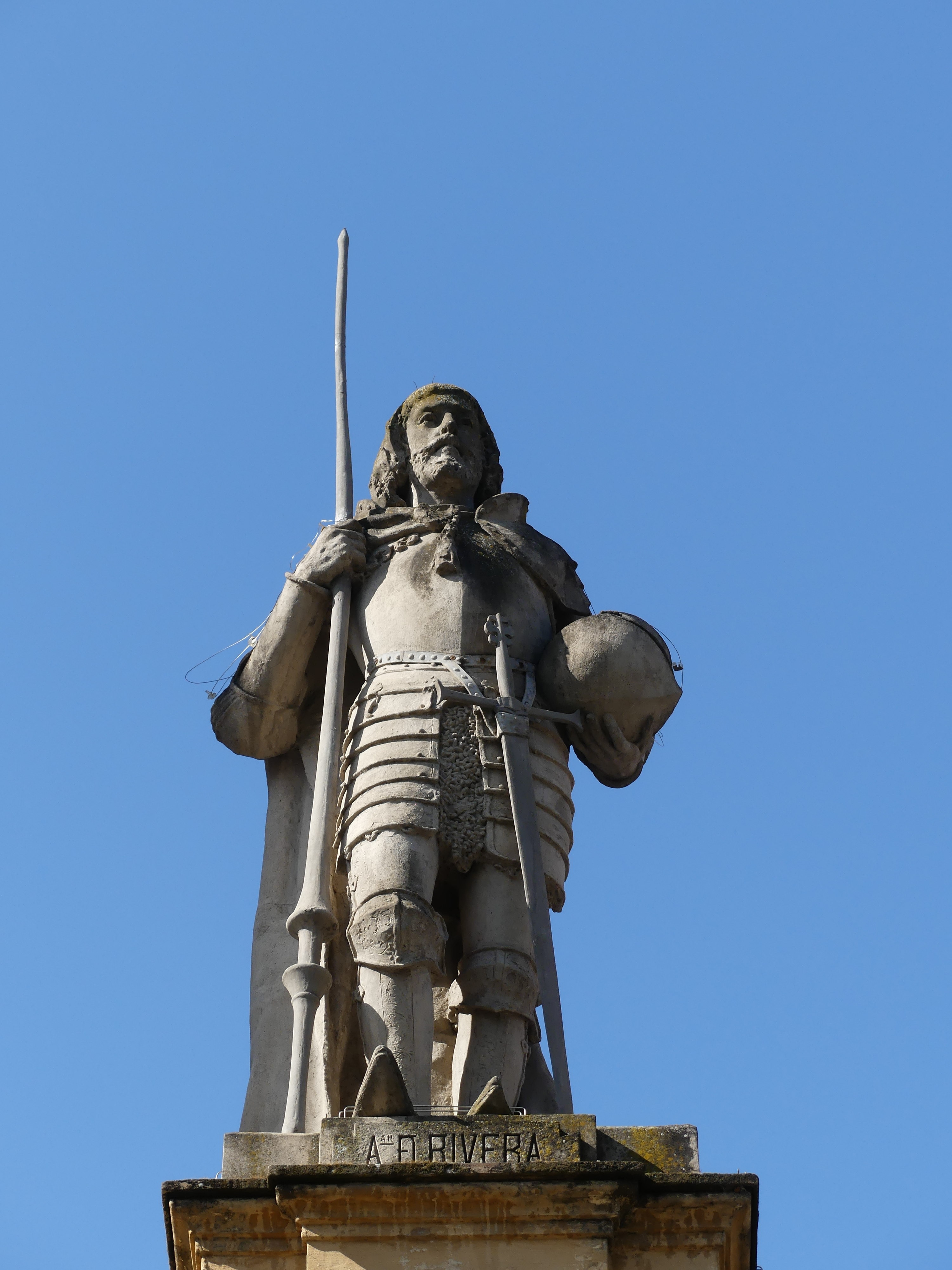
Fernando Afán de Ribera y Téllez-Girón
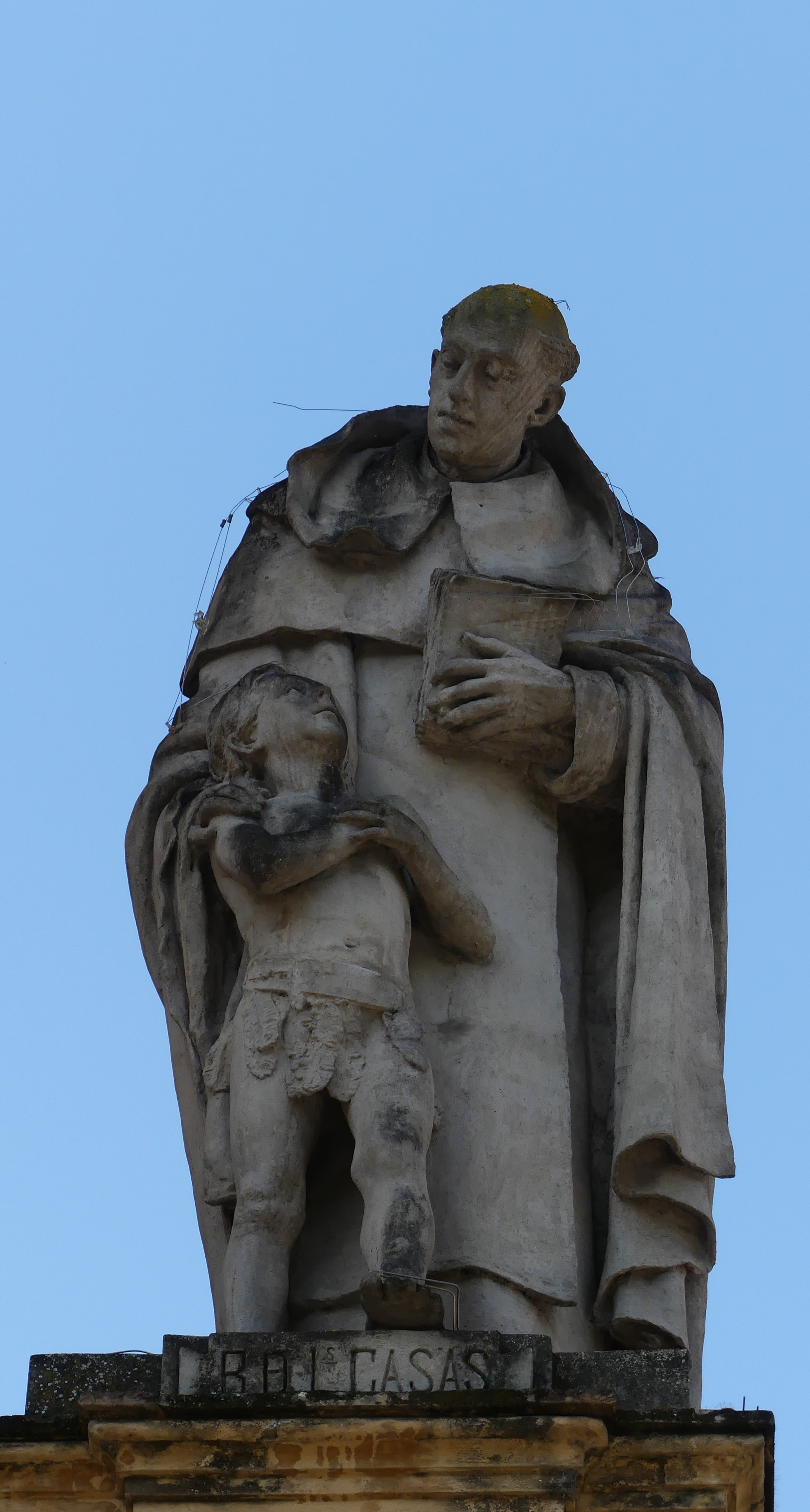
Bartolomé de las Casas